# Pseudogonia fasciata
Pseudogonia fasciata är en tvåvingeart som först beskrevs av Christian Rudolph Wilhelm Wiedemann 1819.  Pseudogonia fasciata ingår i släktet Pseudogonia och familjen parasitflugor. Inga underarter finns listade i Catalogue of Life.